# Tipula aspersa
Tipula aspersa är en tvåvingeart som beskrevs av Doane 1912. Tipula aspersa ingår i släktet Tipula och familjen storharkrankar. Inga underarter finns listade i Catalogue of Life.